# ゴールド・パピヨン
『ゴールド・パピヨン』（原題：Gwendoline、英題：The Perils of Gwendoline in the Land of the Yik-Yak）は、1984年のフランス映画。
原作はジョン・ウィリーの漫画「グウェンドリンの冒険」をジュスト・ジャカンが映像化。ジュスト・ジャカンでは珍しく一般映画作だが、やはりエロティックなコスチュームで戦うシーンありとお色気は健在。

## スタッフ
- 監督・脚本・脚色：ジュスト・ジャカン
- 製作：ジャン・クロード・フリューリー
- 原作：ジョン・ウィリー
- 撮影：ジャン・ポール・ムリス
- 音楽：ピエール・バシュレ

## キャスト
- タウニー・キティン(グエンドリン)
- ブレント・ハフ(ウィラード)
- ザブー(ベス)
- ベルナデット・ラフォン(魔界の女王)